# جاذبه‌های گردشگری استان ایلام
فهرست جای‌های دیدنی استان ایلام:
- شهر تاریخی گم گم شهر آسمان آباد
- امامزاده پیر حمزه شهر آسمان آباد
- قبرستان تاریخی کل کل ،تپه کل کل ۱، تپه کل کل ۲ و تپه چغاگلان شهر آسمان آباد
- منطقه تفریحی چریور و بانکول شهر آسمان آباد
- کوه کوماچین
- آتشکده سیاهگل
- طاق شیرین و فرهاد
- امامزاده سید صلاح الدین محمد
- دریاچه دوقلو سیاه گاو
- پشت‌قلعه آبدانان
- تنگ بهرام چوبین
- سنگ‌نوشته تخت‌خان
- نقش‌برجسته گل گل ملکشاهی
- شهر باستانی سیروان
- غار طلسم‌خان
- قلعه قیران
- قلعه والی
- کاخ فلاحتی
- کوه قلاقیران
- موزه تاریخ طبیعی ایلام
- روستای کلم
- تنگه ارغوان
- کوه مانشت
- سرکل ملکشاهی
- ابو چماقین

1. ↑  «جاذبه های گردشگری ایلام». خبرگزاری برنا. دریافت‌شده در ۲۰۲۳-۰۵-۱۰.